# Pycnonotus tricolor
El bulbul tricolor (Pycnonotus tricolor) es una especie de ave paseriforme de la familia Pycnonotidae propia del África subsahariana. 

## Descripción

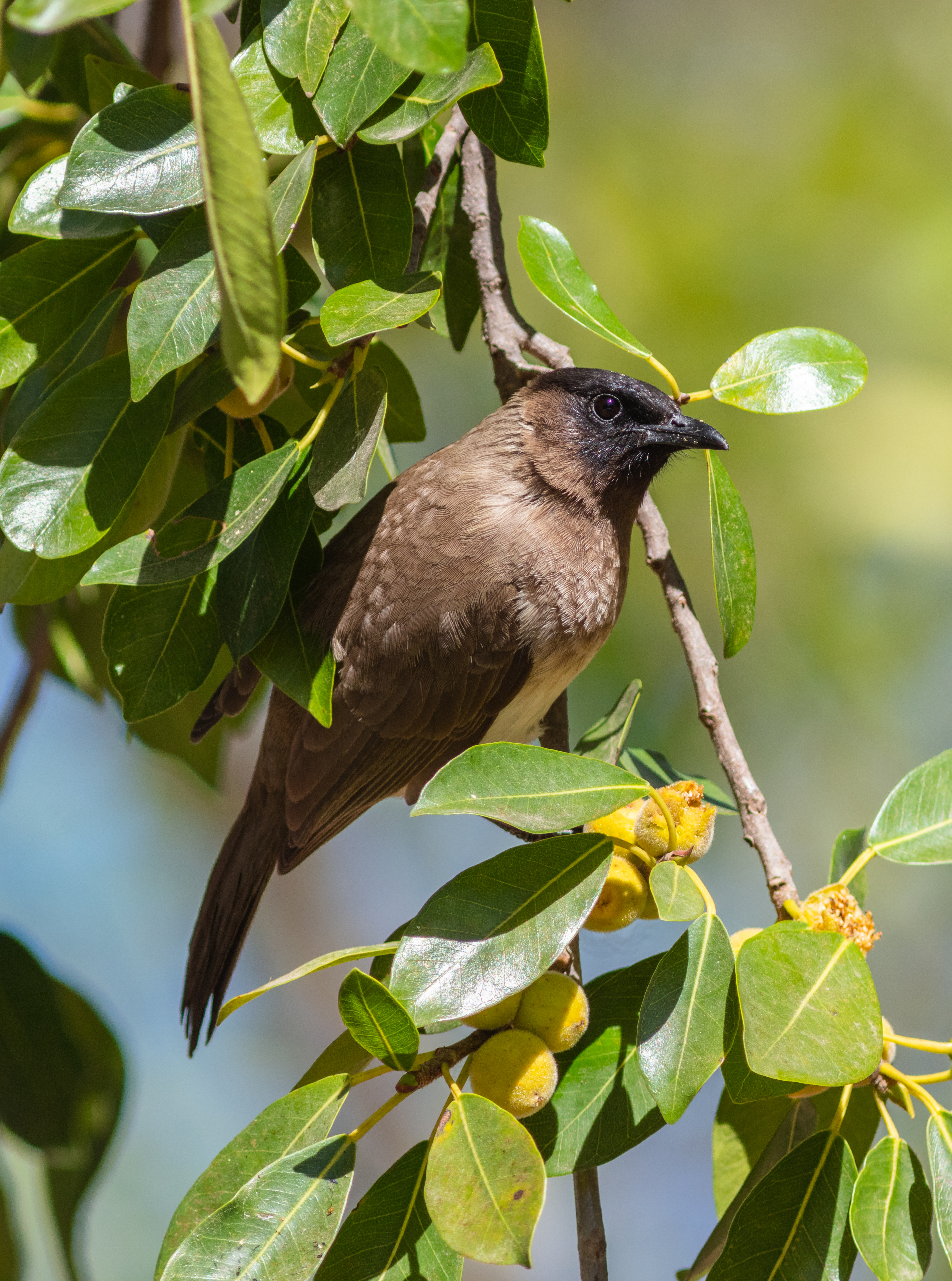
Se caracteriza por su cabeza oscura y la zona subcaudal amarilla.

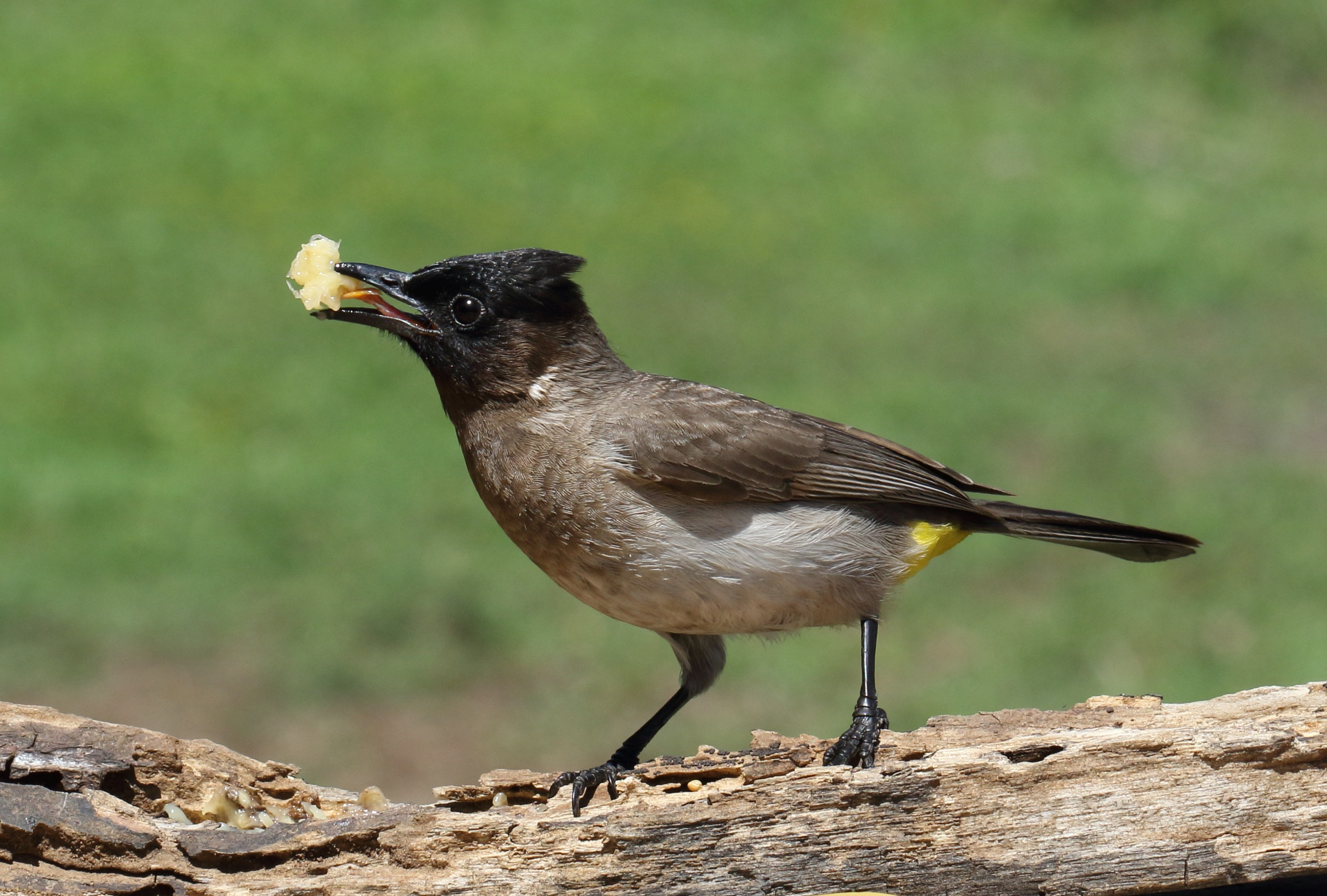
P. t. layardi, Mpumalanga, Sudáfrica.

El bulbul tricolor mide 18 cm de largo, tiene una cola relativamente larga y presenta un pequeño penacho en la cabeza. Su plumaje es principalmente pardo grisáceo, más oscuro en las partes superiores y más claro en las inferiores, haciéndose blanquecino en el vientre. Su zona subcaudal es de color amarillo intenso. Su cabeza es negruzca, siendo más oscura la parte frontal. Su pico es negro y ligeramente curvado hacia abajo. Ambos sexos tienen un aspecto similar.

## Taxonomía
Fue descrito científicamente por el ornitólogo alemán Gustav Hartlaub en 1862. Hasta 2017 se consideraba subespecie del bulbul naranjero.
Se reconocen tres subespecies:
- P. t. spurius - Reichenow, 1905: se localiza en el sur de Etiopía;
- P. t. layardi - Gurney, 1879: se encuentra del sureste de Kenia al sur de Zambia, el noreste de Botsuana y el este de Sudáfrica.
- P. t. tricolor - (Hartlaub, 1862): se encuentra en África Central desde  Camerún a Sudán del Sur, llegando por el sur a Angola, el noroeste de Botsuana y el norte y oeste de Zambia.